# KNVB beker 2001-2002
La KNVB beker 2001-2002 (chiamata Amstel Cup) fu l'ottantaquattresima edizione della Coppa dei Paesi Bassi di calcio.

## Fase a gruppi
Partite giocate tra il 4 e il 22 agosto 2001.
Group 1
| Team              | Pts |
| ----------------- | --- |
| 1. AZ Alkmaar E   | 9   |
| 2. HFC Haarlem 1  | 4   |
| 3. AFC '34 A      | 4   |
| 4. VV Noordwijk A | 0   |

Group 2
| Team             | Pts |
| ---------------- | --- |
| 1. Young Ajax    | 9   |
| 2. SV Huizen A   | 6   |
| 3. FC Volendam 1 | 3   |
| 4. ADO '20 A     | 0   |

Group 3
| Team                     | Pts |
| ------------------------ | --- |
| 1. Stormvogels Telstar 1 | 6   |
| 2. FC Omniworld A        | 5   |
| 3. KBV A                 | 2   |
| 4. FC Lisse A            | 2   |

Group 4
| Team                  | Pts |
| --------------------- | --- |
| 1. ADO Den Haag 1     | 9   |
| 2. Sparta E           | 6   |
| 3. SVV Scheveningen A | 3   |
| 4. FC Kranenburg A    | 0   |

Group 5
| Team              | Pts |
| ----------------- | --- |
| 1. Excelsior 1    | 6   |
| 2. SV Argon A     | 6   |
| 3. VV Ter Leede A | 3   |
| 4. VV Katwijk A   | 3   |

Group 6
| Team                | Pts |
| ------------------- | --- |
| 1. RBC Roosendaal 1 | 9   |
| 2. VV Kloetinge A   | 3   |
| 3. VV Terneuzen A   | 3   |
| 4. HSV Hoek A       | 3   |

Group 7
| Team               | Pts |
| ------------------ | --- |
| 1. NAC Breda E     | 6   |
| 2. SV Deltasport A | 3   |
| 3. SVVSMC A        | 0   |

Group 8
| Team              | Pts |
| ----------------- | --- |
| 1. Willem II E    | 9   |
| 2. VV DOVO A      | 4   |
| 3. VV Baronie A   | 3   |
| 4. Zwart-Wit'28 A | 1   |

Group 9
| Team                    | Pts |
| ----------------------- | --- |
| 1. Dordrecht'90 1       | 9   |
| 2. FC Eindhoven 1       | 6   |
| 3. JVC Cuijk\|JVC '31 A | 1   |
| 4. Schijndel A          | 1   |

Group 10
| Team               | Pts |
| ------------------ | --- |
| 1. Young PSV       | 9   |
| 2. VV Gemert A     | 4   |
| 3. Helmond Sport 1 | 4   |
| 4. SV Panningen A  | 0   |

Group 11
| Team                 | Pts |
| -------------------- | --- |
| 1. RKVV IVS A        | 7   |
| 2. Fortuna Sittard E | 6   |
| 3. MVV 1             | 4   |
| 4. EHC/Villa Nova A  | 0   |

Group 12
| Team              | Pts |
| ----------------- | --- |
| 1. FC Den Bosch E | 7   |
| 2. SV Capelle A   | 4   |
| 3. ASWH A         | 3   |
| 4. RKSV UDI '19 A | 2   |

Group 13
| Team             | Pts |
| ---------------- | --- |
| 1. VV Bennekom A | 4   |
| 2. VVV-Venlo 1   | 4   |
| 3. TOP Oss 1     | 4   |
| 4. SV TOP A      | 4   |

Group 14
| Team                   | Pts |
| ---------------------- | --- |
| 1. SV Spakenburg A     | 4   |
| 2. NEC E               | 4   |
| 3. De Treffers KERGO A | 0   |

Group 15
| Team                   | Pts |
| ---------------------- | --- |
| 1. Vitesse E           | 9   |
| 2. RKHVV A             | 4   |
| 3. VV Sparta Nijkerk A | 4   |
| 4. VVOG A              | 0   |

Group 16
| Team                 | Pts |
| -------------------- | --- |
| 1. De Graafschap E   | 9   |
| 2. Heracles Almelo 1 | 6   |
| 3. Be Quick '28 A    | 3   |
| 4. HSC '21 A         | 0   |

Group 17
| Team                 | Pts |
| -------------------- | --- |
| 1. AGOVV Apeldoorn A | 9   |
| 2. Go Ahead Eagles 1 | 6   |
| 3. Quick '20 A       | 3   |
| 4. Flevo Boys A      | 0   |

Group 18
| Team               | Pts |
| ------------------ | --- |
| 1. FC Emmen 1      | 7   |
| 2. FC Zwolle 1     | 6   |
| 3. Achilles 1894 A | 4   |
| 4. SV Urk A        | 0   |

Group 19
| Team                | Pts |
| ------------------- | --- |
| 1. Cambuur Leeuw. 1 | 9   |
| 2. ACV A            | 4   |
| 3. Harkemase Boys A | 3   |
| 4. VV Appingedam A  | 1   |

Group 20
| Team                 | Pts |
| -------------------- | --- |
| 1. Groningen E       | 9   |
| 2. BV Veendam 1      | 4   |
| 3. Be Quick 1887 A   | 4   |
| 4. Drachtster Boys A | 0   |

 E Eredivisie; 1 Eerste Divisie; A Squadre amatoriali 

## Fase a eliminazione diretta

### 1º turno
Partite giocate il 18, 19 e 20 settembre 2001.
| Squadra 1       | Risultato       | Squadra 2        |
| --------------- | --------------- | ---------------- |
| Heracles Almelo | 1 - 2           | Cambuur          |
| RKC Waalwijk    | 5 - 0           | Bennekom         |
| Stormvogels     | 4 - 1           | Argon            |
| Emmen           | 1 - 0           | RKHVV            |
| Heerenveen      | 0 - 0 (5-3 dcr) | Willem II        |
| Zwolle          | 3 - 1           | AGOVV            |
| Eindhoven       | 1 - 0           | Jong PSV         |
| Den Bosch       | 2 - 0           | Omniworld        |
| Gemert          | 0 - 3           | Excelsior        |
| De Graafschap   | 2 - 1 (dts)     | Sparta Rotterdam |
| Dordrecht       | 3 - 2 (dts)     | Capelle          |
| RBC Roosendaal  | 3 - 0           | DOVO             |
| Fortuna Sittard | 2 - 1 (dts)     | Vitesse          |
| VVV-Venlo       | 2 - 0           | ADO Den Haag     |
| Jong Ajax       | 4 - 0           | Haarlem          |
| Kloetinge       | 1 - 4           | Groningen        |
| ACV             | 1 - 0           | VV IVS           |
| NAC Breda       | 3 - 0           | SV Huizen        |
| Go Ahead Eagles | 1 - 2           | AZ Alkmaar       |
| Spakenburg      | 1 - 2           | Veendam          |

### 2º turno
Partite giocate tra il 23 ottobre e il 6 novembre 2001.
| Squadra 1       | Risultato   | Squadra 2     |
| --------------- | ----------- | ------------- |
| Jong Ajax       | 2 - 0       | De Graafschap |
| RKC Waalwijk    | 1 - 0       | Emmen         |
| Groningen       | 7 - 1       | ACV           |
| Den Bosch       | 4 - 3       | VVV-Venlo     |
| NAC Breda       | 0 - 1 (dts) | Excelsior     |
| Stormvogels     | 3 - 0       | Dordrecht     |
| Zwolle          | 6 - 3       | Eindhoven     |
| RBC Roosendaal  | 3 - 2       | AZ Alkmaar    |
| Fortuna Sittard | 2 - 1       | Cambuur       |
| Veendam         | 0 - 2       | Heerenveen    |

### Ottavi di finale
Giocati l'11 e 12 dicembre 2001
| Squadra 1    | Risultato   | Squadra 2       |
| ------------ | ----------- | --------------- |
| Stormvogels  | 1 - 0       | Fortuna Sittard |
| Utrecht      | 4 - 1       | Excelsior       |
| Roda JC      | 0 - 1       | Heerenveen      |
| Jong Ajax    | 2 - 1 (dts) | Twente          |
| Groningen    | 3 - 0       | Zwolle          |
| Feyenoord    | 2 - 0       | Den Bosch       |
| RKC Waalwijk | 1 - 2 (dts) | PSV             |
| Ajax         | 4 - 3 (dts) | RBC Roosendaal  |

### Quarti
Giocati tra il 31 gennaio e il 7 febbraio 2002.
| Squadra 1 | Risultato       | Squadra 2   |
| --------- | --------------- | ----------- |
| PSV       | 1 - 1 (7-6 dcr) | Feyenoord   |
| Utrecht   | 3 - 1           | Heerenveen  |
| Jong Ajax | 3 - 0           | Stormvogels |
| Ajax      | 4 - 0           | Groningen   |

### Semifinali
Giocate il 29 marzo e 10 aprile 2002.
| Squadra 1 | Risultato       | Squadra 2 |
| --------- | --------------- | --------- |
| Jong Ajax | 2 - 2 (6-7 dcr) | Utrecht   |
| Ajax      | 3 - 0           | PSV       |

### Finale
| Squadra 1 | Risultato   | Squadra 2 |
| --------- | ----------- | --------- |
| Utrecht   | 2 - 3 (dts) | Ajax      |

| Arbitro: | René Temmink |

|                                    |           |                                       |
| Gluščević 56’ Gluščević 76’ (rig.) | Marcatori | 21’ Mido 90’ Wamberto 93’ Ibrahimović |